# قائمة شركات الطيران في البحرين
هذه هي قائمة شركات الطيران التي تعمل حاليا في البحرين.
| شركة الطيران | الإياتا | إيكاو | علامة النداء |      |
| ------------ | ------- | ----- | ------------ | ---- |
| طيران الخليج | GF      | GFA   | GULF AIR     | 1950 |